# Partit Popular Clerical
El Partit Popular Clerical (en suec: Kyrkliga Folkpartiet) va ser un partit profeixista menor a Suècia fundat el 1930. El partit va ser format i dirigit per Ivar Rhedin, un sacerdot de l'Església de Suècia. Rhedin va ser l'editor de Göteborgs Stiftstidning («Revista de la diòcesi de Göteborg»), en la qual va escriure molts articles proalemanys. El partit era un aliat del principal partit nazi a Suècia, el Partit Nacional Socialista dels Treballadors (NSAP), tanmateix, la cooperació entre les dues parts no va durar. Tot i que tots dos grups eren ferms antisemites, els seus enfocaments cap als jueus eren una mica diferents. Mentre que Rhedin, com a cristià conservador, estava en contra dels jueus com a comunitat religiosa, l'NSAP estaven en contra dels jueus com a raça. Així doncs, Rhedin no va tenir cap problema a acceptar jueus convertits al cristianisme, mentre que el NSAP i altres grups nazis consideraven que els jueus convertits continuaven sent jueus en aspectes racials. El partit es va dissoldre el 1936.

## Resultats electorals
| Any  | Líder                                              | Vots                                               | %                                                  | Escons                                             | +/-                                                | Govern                                             |
| ---- | -------------------------------------------------- | -------------------------------------------------- | -------------------------------------------------- | -------------------------------------------------- | -------------------------------------------------- | -------------------------------------------------- |
| 1932 | Ivar Rhedin                                        | 8.911                                              | 0,4                                                | 0 / 230                                            | Nou                                                | Extraparlamentari                                  |
| 1936 | No van obtenir els avals necessaris (577 de 1.000) | No van obtenir els avals necessaris (577 de 1.000) | No van obtenir els avals necessaris (577 de 1.000) | No van obtenir els avals necessaris (577 de 1.000) | No van obtenir els avals necessaris (577 de 1.000) | No van obtenir els avals necessaris (577 de 1.000) |